# 3643 Tienchanglin
3643 Tienchanglin је астероид главног астероидног појаса са средњом удаљеношћу од Сунца која износи 2,402 астрономских јединица (АЈ).
Апсолутна магнитуда астероида је 13,2.